# Četrtna skupnost Jarše
Četrtna skupnost Jarše je ožja enota Mestne občine Ljubljana, ki zajema ljubljanske severovzhodne predmestne in podeželske četrti oziroma (nekdanje) vasi: Nove Jarše, Obrije, Šmartno ob Savi, Hrastje, Sneberje in severovzhodno ljubljansko predmestje Zelena jama. Zanimivo je, da stara obsavska vas Jarše, ki je primarni izvor imena te četrtne skupnosti, ni vključena vanjo, ampak v sosednjo četrtno skupnost Bežigrad. Četrtna skupnost Jarše meri 906 ha in ima 14.394 prebivalcev (2020). V njej v celoti leži tudi BTC, največje slovensko in eno največjih evropskih nakupovalnih središč, ki se delno prekriva z Industrijsko cono Moste, ta pa se razprostira tudi ob Letališki cesti, poimenovane po nekdanjem ljubljanskem letališču Polje, ki se je nahajalo v mejah današnje ČS Jarše.